# Дзодзегъёль
Дзодзегъёль (устар. Дзедзегъёль) — река в России, протекает по Республике Коми. Устье реки находится в 3 км по правому берегу протоки Печоры Вольма-Шар. Длина реки составляет 15 км.
Имеет левый приток — реку Делдаёль.

## Данные водного реестра
По данным государственного водного реестра России относится к Двинско-Печорскому бассейновому округу, водохозяйственный участок реки — Печора от впадения реки Уса до водомерного поста Усть-Цильма, речной подбассейн реки — бассейны притоков Печоры ниже впадения Усы. Речной бассейн реки — Печора.
Код объекта в государственном водном реестре — 03050300112103000075342.